# (21840) Ghoshchoudhury
(21840) Ghoshchoudhury (1999 TT101) – planetoida z pasa głównego asteroid okrążająca Słońce w ciągu 3,53 lat w średniej odległości 2,32 j.a. Odkryta 2 października 1999 roku.